# Тілопо жовтогорлий
Тілопо жовтогорлий (Ptilinopus melanospilus) — вид голубоподібних птахів родини голубових (Columbidae). Мешкає в Індонезії, Малайзії і на Філіппінах.

## Опис
Довжина птаха становить 24 см. Виду притаманний статевий диморфізм. Забарвлення переважно зелене. У самців голова сріблясто-біла, на тімені і потилиці чорна пляма, горло жовте. Нижня частина живота золотисто-жовта, гузка і нижні покривні пера хвоста червоно-фіолетові. Самиці мають темно-зелене забарвлення. Горло, шия і груди у них мають сіруватий відтінок.

## Підвиди
Виділяють п'ять підвидів:
- P. m. bangueyensis Meyer, AB, 1891 — південні Філіппіни і острови на північ від Калімантану;
- P. m. xanthorrhous (Salvadori, 1875) — острови Талауд[en], Сангіхе[en] і Доі (північ Молуккських островів);
- P. m. melanospilus (Salvadori, 1875) — Сулавесі та острови на північний схід від нього;
- P. m. chrysorrhous (Salvadori, 1875) — острови Банґґаї[en], Сула[en] і південні Молуккські острови;
- P. m. melanauchen (Salvadori, 1875) — Ява, Малі Зондські острови від Балі до островів Алор[en], острів Матасірі[sv], острови Канґеан[en] і острови на південь від Сулавесі.

## Поширення і екологія
Жовтогорлі тілопо живуть в тропічних і мангрових лісах, чагарникових заростях, парках і садах. Зустрічаються на висоті до 1600 м над рівнем моря. Живляться різноманітними плодами і ягодами. В кладці одне яйце.

## Галерея

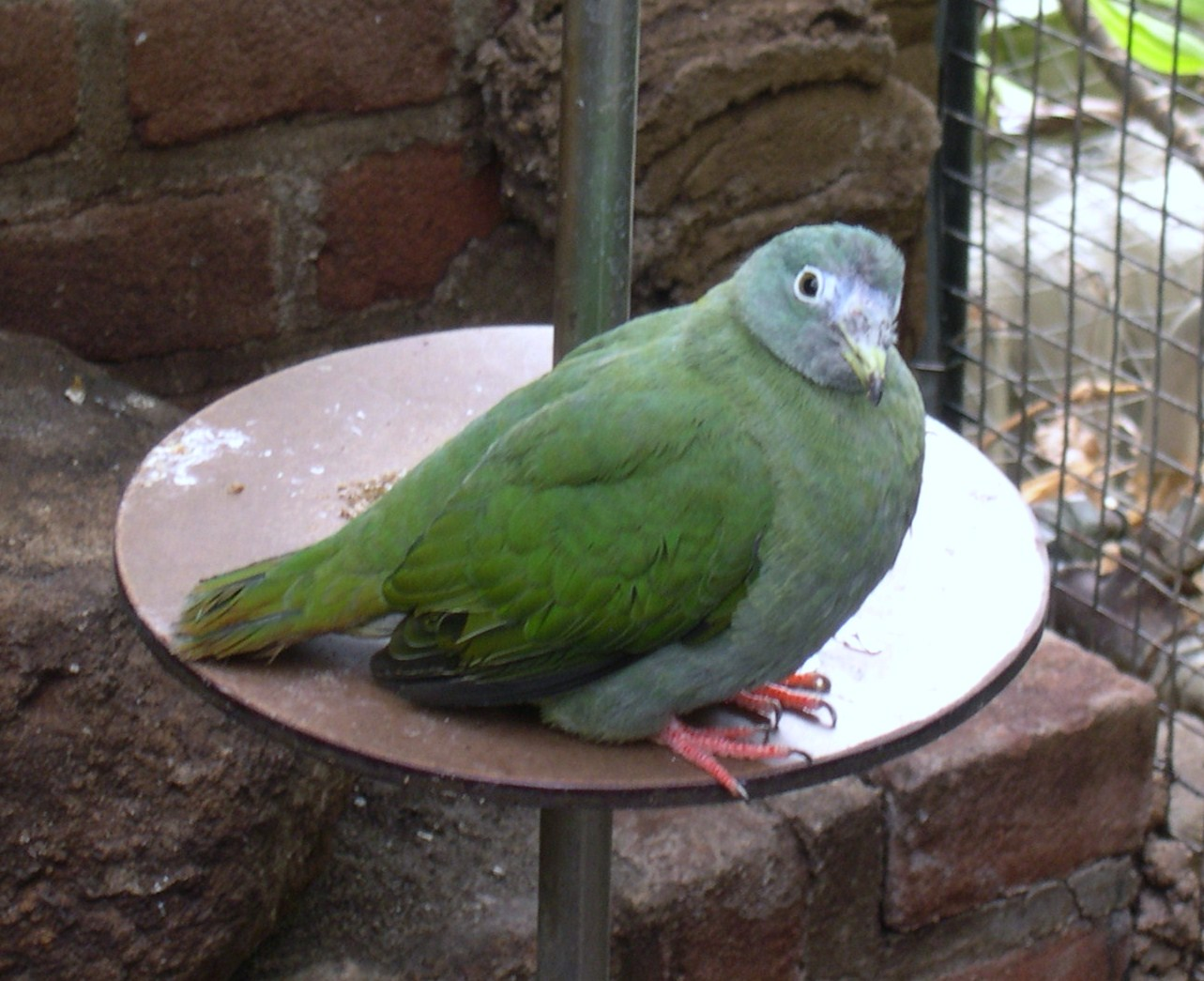
Самиця жовтогорлого тілопо
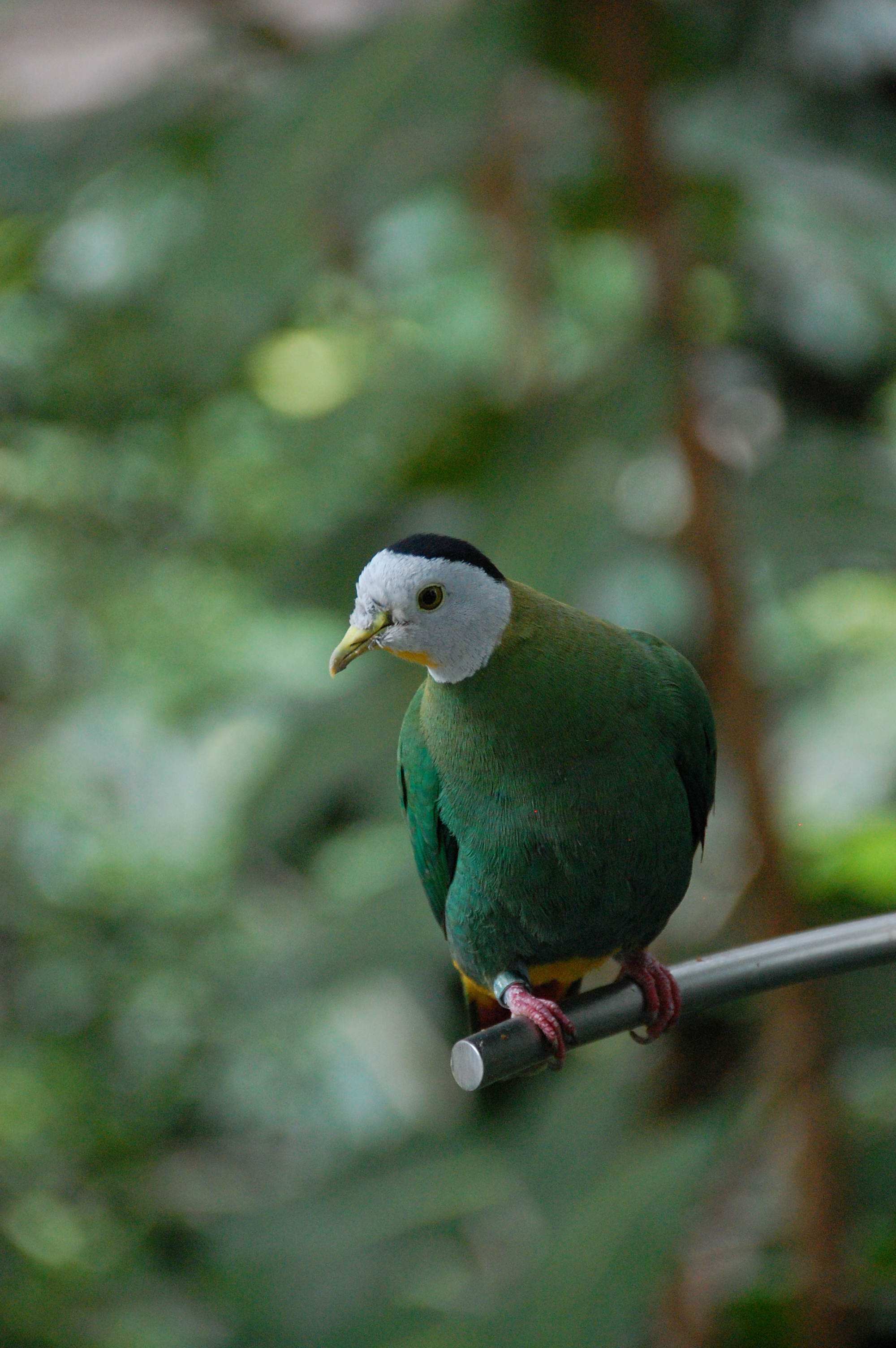
Самець жовтогорлого тілопо
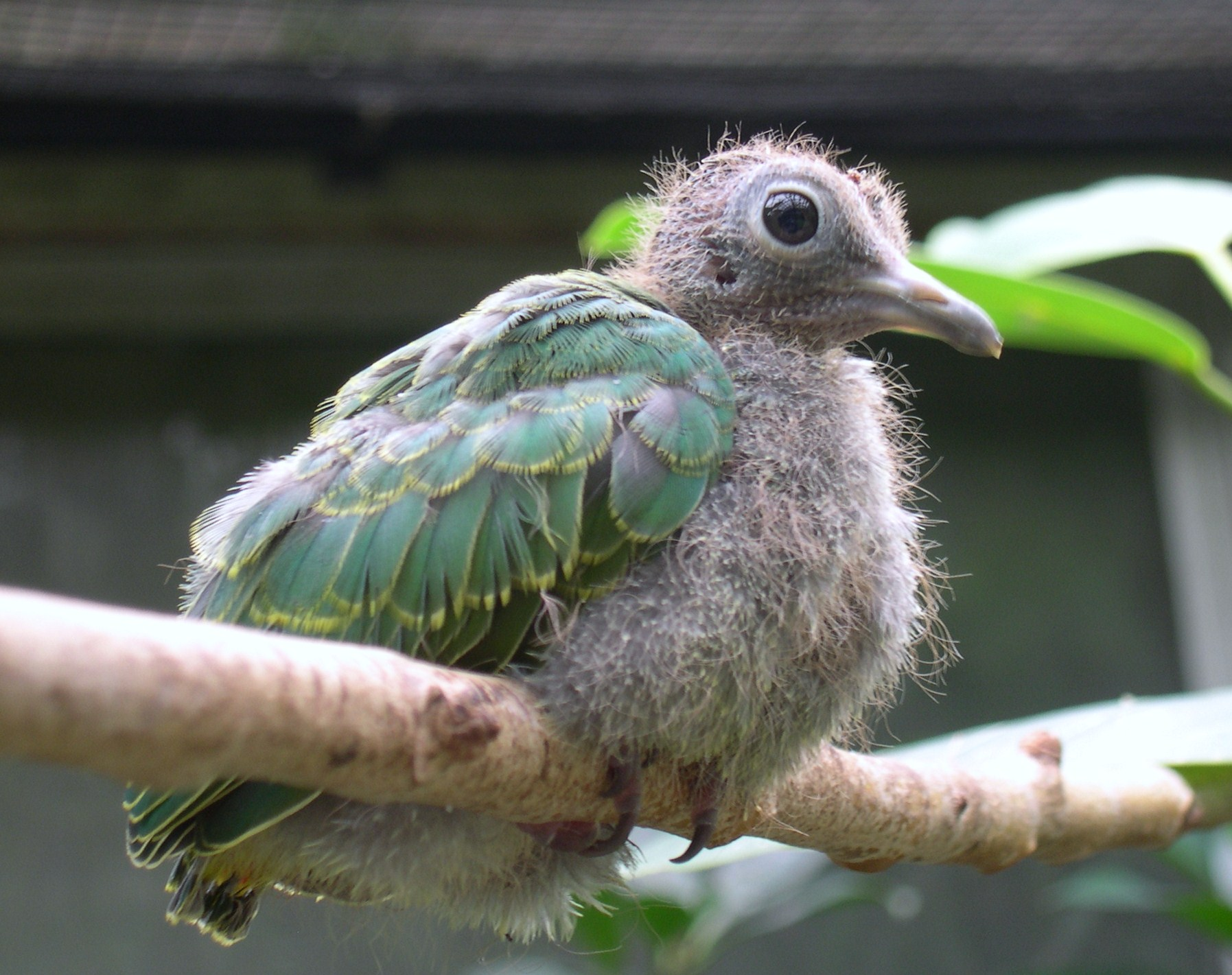
Пташеня жовтогорлого тілопо